# Institut für Interkulturelle und Internationale Studien
Das Institut für Interkulturelle und Internationale Studien (InIIS) ist ein Forschungszentrum für internationale Beziehungen, europäische Politik und politische Theorie an der Universität Bremen. Seit seiner Gründung 1995 durch Dieter Senghaas, Michael Zürn und Bernhard Peters forschen Mitarbeiter des InIIS zu Entwicklungen der internationalen Politik sowie der politischen Theorie und beziehen dabei soziologische und kulturwissenschaftliche Forschungsansätze in ihre Arbeit mit ein. Gemeinsam mit der Jacobs University Bremen verantwortet das InIIS den "Master of International Relations: Global Governance and Social Theory". Darüber hinaus war es von 2002 bis 2014 mit dem Zentrum für Sozialpolitik und dem Institut für empirische und angewandte Soziologie (EMPAS) eine der Trägerinstitutionen des Sonderforschungsbereichs 597 („Staatlichkeit im Wandel“) und ist ab 2018 neben dem SOCIUM hauptverantwortlich für den Sonderforschungsbereich 1342 („Globale Entwicklungsdynamiken von Sozialpolitik“).
Im Oktober 2016 übernahm Roy Karadağ die wissenschaftliche Geschäftsführung des Instituts von Lothar Probst. Im Zentrum der Forschung steht die Untersuchung kooperativer und konfrontativer globaler Entwicklungen und Prozesse in der Weltgesellschaft, die derzeit in vier Forschungsfeldern analysiert werden:
- Institutionen des globalen Regierens (Peter Mayer, Kerstin Martens)
- Theorie und Praxis des Politischen (Martin Nonhoff)
- Konflikte in der Weltgesellschaft (Klaus Schlichte)
- Europäische Integration und Politik (Susanne Schmidt)